# وريدات مستقيمة كلوية
الوريدات المستقيمة الكلوية هي فروع من الضفائر الموجودة في قمم أهرامات اللب الكلوي، وتتشكل من نهايات الأوعية المستقيمة.
تتجه الوريدات المستقيمة خارجاً في مسار مستقيم بين أنابيب المادة النخاعية، وتنضم مع الأوردة بين الفصوص لتشكل الممرات الوريدية، وهذه بدورها تتحد وتشكّل الأوردة التي تمر على جانبي الأهرامات الكلوية.
الوريدات المستقيمة تضم شعيرات دموية مشبعة.